# Stress chez l'humain
Pour un article plus général, voir Stress.
 (mai 2013).
Si vous disposez d'ouvrages ou d'articles de référence ou si vous connaissez des sites web de qualité traitant du thème abordé ici, merci de compléter l'article en donnant les références utiles à sa vérifiabilité et en les liant à la section « Notes et références ».
 (3 août 2017).
Le stress chez l'humain qualifie à la fois une situation contraignante et les processus physiologiques mis en place par l'organisme pour s'y adapter. Chez l'adulte, le stress peut avoir des origines physiques, pathogéniques (ayant une maladie génétique, infectieuse ou parasitaire comme origine par exemple), socio-psychiques, médiées par divers processus hormonaux (hormones, ou molécules de stress), chimiques et biochimiques de l'organisme. Ses conséquences diffèrent selon l'individu ou le groupe (capacités d'adaptation et de résilience) et selon que le stress soit temporaire ou chronique, ainsi que selon le sexe
À court terme, un stress modéré n'est pas nécessairement mauvais, sinon indispensable, mais ses effets à long terme peuvent engendrer de graves problèmes de santé. Le stress fait partie des troubles psychosociaux.

## Définition
En biologie, le stress est une réponse de l'organisme pour maintenir l'équilibre biologique dans un état fonctionnel. En psychologie, la notion de « stress » a, pendant un temps, confondu plusieurs éléments: la cause extérieure provoquant la réaction, i.e. l'agent stressant (on peut désigner ceci par les termes de « contrainte ») ; et la réaction d'adaptation à cette contrainte. Le stress est également étudié du point de vue de la médecine, de l’épidémiologie et de la sociologie notamment.
La norme iso a, depuis 2017, clarifié les choses. Le stress y est défini comme l'ensemble de toutes les influences évaluables provenant de sources extérieures et affectant un être humain sur le plan mental».  Les facteurs influents, souvent appelés facteurs de stress. Ils revêtent de nombreuses formes, comme les conditions environnementales, les facteurs sociétaux et organisationnels, et les exigences liées à la tâche.…
Un terme moins courant mais beaucoup plus direct pour désigner ce qui est généralement ciblé dans l'évaluation du stress est la tension mentale («mental strain»)  c'est-à-dire "l'effet immédiat en termes de stress sur l’individu, dépendant de son état actuel».
Cela souligne le fait que des facteurs de stress identiques peuvent susciter des réactions différentes, même chez le même individu, en fonction de leur évaluation par cet individu au moment où il y est confronté. Par exemple, une tâche identique peut être vécue comme très difficile au début, mais devenir moins lourde lorsque l'individu a appris à y faire face.

## Effets sur la santé
Le stress psychologique peut directement contribuer à élever de façon anormale la morbidité et la mortalité des maladies coronariennes et des maladies cardiovasculaires en général. Il a été montré que le stress aigu et chronique augmente les taux de lipides sériques et d'autres facteurs de risque étiologique des maladies cardiovasculaires tels que l'hypertension et le tabagisme,.
Le stress au travail est une des premières cause d'arrêt-maladie (surmenage, on parle parfois de burnout ou syndrome d'épuisement professionnel pour désigner une usure extrême au travail). La noradrénaline semble impliquée dans les circuits de mémorisation de stress chroniques.
Le stress chronique comme le stress aigu peuvent causer des anomalies de longue durée dans la médiation de l'adaptation du système neuroendocrinien. Ces anomalies, à leur tour, contribuent à la génération de troubles psychologiques comme l'anxiété, la dépression, l'hostilité et à des comportements tels que la toxicomanie, la violence, voire des actes criminels dans les cas les plus graves.

## Causes

### Héritage de l'évolution
Le stress est une réaction générale produite par l'évolution pour faire face aux dangers. Le stress permet à l'organisme de s'adapter et d'être au maximum de ses capacités pour pouvoir réagir. Le stress chez l'homme est un héritage des premiers reptiles dont les mammifères sont issus. La modulation du stress suit une cascade d'activation dans le cerveau qui débute dans le néocortex où le danger est reconnu. La gestion de la peur est ensuite située dans les amygdales qui font partie du cerveau reptilien chez l'homme. L'amygdale signale alors à la glande pituitaire de libérer une hormone appelée adrénocorticotrophine qui elle-même entraîne la production de cortisol par glandes surrénales. L'action de ces composés permet de fournir plus d'énergie aux muscles et au système nerveux. Les glandes surrénales produisent également de l'adréanaline et de la noradrénaline, qui exercent une inhibition des systèmes digestif, immunitaire et reproductif qui ne sont pas prioritaires en cas de danger. Les niveaux de la pression artérielle, de sucre dans le sang, de cholestérol et de fibrinogène (facteur de coagulation) augmentent tous. Le rythme cardiaque et la respiration augmentent. Les pupilles se dilatent, ce qui améliore l'acuité visuelle.
L'interprétation évolutive de l'augmentation des taux de fibrinogène est que l'hypercoagulabilité due au stress protège un organisme sain d'une hémorragie excessive en cas de blessure dans des situations de combat ou de fuite. Dans le monde moderne, cette capacité est plutôt un désavantage et peut entraîner des événements athérothrombotiques et éventuellement de thromboembolie veineuse.

### Échelle des facteurs du stress
Le stress est aujourd'hui souvent associé à des situations créées par des relations humaines (passage d'un examen, conflit interpersonnel…) mais ce syndrome se manifeste pour tout changement : voyage (choc culturel, décalage horaire), changement de température extérieure, événement professionnel (licenciement, nouveau travail, changement d'équipe, changement d'école), événement familial ou sentimental (déménagement, mariage, divorce, naissance, décès, nouvelle rencontre, dispute), ou changement corporel (adolescence, ménopause).
D’après Thomas H. Holmes et Richard H. Rahe, 1967 :
- Mort du conjoint : 100
- Divorce : 73
- Séparation conjugale : 65
- Emprisonnement : 65
- Décès d’un proche parent : 63
- Blessure ou maladie physique : 53
- Mariage : 50
- Perte d’emploi : 47
- Réconciliation conjugale : 45
- Retraite : 45
- Maladie du conjoint : 44
- Maladie d’un proche : 44
- Grossesse : 40
- Naissance : 39
- Arrivée d’un nouveau membre dans la famille : 39
- Modification de la situation financière : 38
- Mort d’un ami intime : 37
- Changement de travail : 36
- Modification du nombre de disputes avec le conjoint : 35
- Modification de responsabilités professionnelles : 29
- Départ de la maison d’un enfant : 29
- Difficultés avec la belle famille : 29
- Début ou arrêt de travail du conjoint : 26
- Début ou fin de scolarité : 26
- Changement dans les conditions de vie : 25
- Changement des habitudes personnelles : 24
- Conflits avec employeur : 23
- Déménagements : 20
- Changement des loisirs : 19
- Changement des activités sociales : 18
- Changement dans les habitudes de sommeil ou repos : 15
- Changement du nombre de personnes vivant dans la famille : 15
- Petites infractions de la loi : 11

La majorité de ces événements de vie, surtout ceux situés en haut de l’échelle, correspond à des situations nouvelles auxquelles un individu doit s’adapter. Or, cette nécessité d’adaptation aux modifications de l’environnement est corrélée à la notion de stress.

## Stress vital
L’être humain a été doté au cours d’une évolution portant sur quelques millions d’années de mécanismes neurobiologiques lui permettant de s’adapter à toutes modifications de son environnement, qu’elles soient physiques, sociales et/ou psychiques. Comme l’a montré Claude Bernard, l’organisme vivant doit maintenir son équilibre interne (homéostasie) en mobilisant l’énergie utile aux processus d’adaptation. Cette adaptation est nécessaire lors des variations de l’environnement, en particulier vis-à-vis des stimuli d’agression physiologique et psychologique. C’est cette réponse aux stimuli désormais nommée stress. L’individu vit en état permanent de stress, stimulation nécessaire aux rythmes biologiques[réf. souhaitée]. Mais si un certain niveau de stress est nécessaire à la vie, le dépassement d’un certain seuil peut devenir dangereux voire fatal, s’il outrepasse les capacités d’adaptation de l’organisme, d’où l’apparition de maladies qui peuvent être rapidement mortelles. Cette relation stress/maladie apporte bien une nouvelle dimension à l’approche médicale classique. Les travaux de Hans Selye Physiologie et pathologie de l’exposition au stress ont fait de ce concept le nouveau « malaise dans la civilisation » et ont suscité maintes recherches surtout dans les pays anglo-saxons[Lesquels ?][réf. nécessaire].
"Le professeur Jean-Louis Dupond, chef du service de médecine interne du CHU de Besançon, est l’un des pionniers français qui a mis en exergue le rôle du stress. Dès 1987, il écrivait[réf. nécessaire] que « La médecine moderne a rassemblé en quelques années suffisamment d’arguments cliniques, biochimiques, neurophysiologiques et immunologiques pour accorder à l’immunopsychopathologie le droit de naître… » S’appuyant sur de multiples travaux internationaux, M. Dupond attirait l’attention du monde médical, jusqu’alors sourd, sur l’action du stress. Il montrait son influence sur l’équilibre immunitaire, avec son intervention dans certains processus d’immuno-suppression, expliquant la survenue de diverses infections, dans les allergies ou dans certaines maladies auto-immunes (maladies de système), voire dans les cancers. L’adaptation de l’organisme à l’environnement extérieur est en effet sous le contrôle de trois systèmes d’intégration qui assurent l’homéostasie interne : ce sont les systèmes nerveux, endocrinien et immunitaire. Le premier permet la transmission de signaux de type électrique modulés grâce à des neuromédiateurs ; le second utilise des messagers moléculaires ou « hormones » qui circulent et transmettent une information spécifique à distance ; le troisième transmet des messages grâce à des cellules qui circulent dans l’organisme et produisent localement des molécules actives, les « cytokines » et les anticorps."

## Histoire

### Approche biologique
Le mot stress vient du latin stringere qui signifie « rendre raide », « serrer », ou « presser »,. Cette racine latine est reprise par la langue anglaise et en 1303 déjà, Robert Mannyng (en) dans son livre Handlyng Synne parle du stress. Au XVIIe siècle, la notion de stress signifie « état de détresse » et renvoie à l'idée d'oppression, de dureté de vie, de privation, de fatigue, d'adversité, de peine ou encore d'affliction. Dès le XVIIIe siècle, le stress prend une connotation contemporaine en renvoyant à une force, pression, contrainte, influence, un grand effort de la matière, des organes et même du psychisme. Le médecin physiologiste français Claude Bernard fut un des premiers à donner une interprétation des effets du stress sur le comportement, en 1868. Selon lui, les réactions dues au stress visent à maintenir l’équilibre de notre organisme. Puis, Walter Cannon, un neurophysiologiste américain, appela cette recherche « homéostasie » (qui veut dire : « tendance des corps vivants à stabiliser leur organisme »). 
Le mot stress est apparu autour de 1940[réf. nécessaire]. Au départ, il s'agit d'un mot anglais (qui a changé de signification par la suite) employé en mécanique ou en physique, qui voulait dire « force, poids, tension, charge ou effort ». Ce n’est qu’en 1963 que Hans Selye utilise ce mot en médecine, et qu'il le définit comme étant « des tensions faibles ou fortes, éprouvées depuis toujours, et déclenchées par des événements futurs désagréables ou agréables. » Il y voit des « forces potentiellement destructrices » et parle « d'état de stress » pour décrire les « changements physiques provoqués par une situation stressante » ; il s'agit de la notion moderne du stress actuellement employé. La science va prendre petit à petit ses droits sur la notion et le stress est tout d'abord utilisé en physique métallurgique avec la loi de Hooke qui stipule qu'une force extérieure (load) agissant sur un corps, provoque une tension de ce corps (stress) qui peut se transformer en déformation (strain).
La contrainte excessive exercée sur un matériau qui devient de ce fait fatigué, déformé, cassé, rend toute tentative de retourner à l’état d’origine vaine, puisque le matériau est beaucoup plus vulnérable qu’il ne l’était auparavant, comme un trombone qu’on aurait déplié et qu’il s’agirait de remettre en place. On voit donc qu'avec cette utilisation du mot stress, il y a déjà un lien créé avec une certaine forme d'adaptation où l'excès de stress rendrait le matériau plus vulnérable. À partir de cette utilisation de la notion en métallurgie, une analogie se crée pour le vivant. Il survient alors l'idée que les situations excessivement agressives (load) provoquent un stress important pouvant entraîner des maladies physiques ou mentales (strain). C'est dans cette optique que William Osler (1849–1919), cardiologue, montre qu'un travail pénible et de lourdes responsabilités conduisent aux tourments et à l'anxiété dont la persistance peuvent entraîner des problèmes médicaux.
Dès le XXe siècle, l'usage de la notion de stress aux organismes vivants va se généraliser, ceci sur la base de notions telles que l’homéostasie, concept créé à partir de la théorie cellulaire, et l’adaptation Darwinienne. Ce lien stress-homéostasie-adaptation va faire son chemin jusqu'à nos jours et produira une littérature abondante et féconde. Le liage de ces trois notions constitue l'approche dite biologique du stress et va permettre d'expliquer à sa façon la fonction du stress qui est l'adaptation à l'environnement, ceci dans certaines limites, et donc qui sert au maintien de la vie. Comme précédemment expliqué, le modèle biologique attache beaucoup d'importance à l'adaptation darwinienne. En fait, il s'agit du noyau dur de cette pensée. Pour résumer la théorie de Darwin, on dira que l’adaptation correspond à l’ensemble des corrélations internes et externes qui font qu’un organisme peut vivre d’une certaine manière dans un habitat donné, et y contribuer à la perpétuation de l’espèce à laquelle il appartient. Cette adaptation se fait en faveur de la sélection naturelle qui prend la forme de problèmes qui sont posés à l’organisme qui, s’il n’arrive pas à les dépasser, le feront mourir. C’est ainsi que l’on peut résumer la sélection naturelle.
Maints auteurs[Lesquels ?] ont pu montrer que s’adapter ou être adapté à un problème peut se faire de plusieurs manières. Pour la théorie biologique du stress, ce dernier fait partie de l'effort adaptatif en préparant les organismes vivants à des réponses musculaires rapides et intenses augmentant par là même la capacité de fuir ou de lutter et donc de survivre.

### Homéostasie et adaptation
Hippocrate en reprenant la théorie pythagoricienne des humeurs prétend que toute « dyscrasie » ou rupture de l'équilibre normal est la cause de maladie. Hippocrate pose ainsi les bases du concept d'homéostasie et des conséquences de son dépassement. Scientifiquement parlant, c’est en 1865 que Claude Bernard observe et décrit le concept d’homéostasie, sans toutefois le nommer comme tel : tous les mécanismes vitaux quelque variés qu’ils soient, n’ont toujours qu’un seul but, celui de maintenir l’unité des conditions de la vie dans le milieu intérieur. Il y aurait donc une propriété essentielle chez les êtres vivants qui serait la faculté de maintenir la stabilité du milieu interne. Cette constance du milieu intérieur est la condition « d’une vie libre et indépendante » face à un environnement toujours changeant, soulignant ainsi la fonction primordiale de l’homéostasie. L’homéostasie permet par exemple dans une certaine mesure à un homéotherme d’être indépendant de la température externe, chose qu’un poïkilotherme ne peut se permettre puisqu’il ne dispose pas de la thermogenèse et des processus thermolytiques pour réguler sa température interne. Par cet exemple, on comprend que l’homéostasie est obtenue non pas par un équilibre statique, mais plutôt mobile disposant de techniques de régulation pouvant gérer l’excès ou l’insuffisance.
Mais l’homéostasie ne s’arrête de loin pas qu’aux processus thermodynamiques, mais pour reprendre Claude Bernard, à « tous les mécanismes vitaux »[source insuffisante]. Il existe donc aussi une homéostasie chimique, alimentaire, etc. On peut ainsi citer entre autres le rôle prépondérant du système hypophysaire dont le stress entre autres dépend, ou plus généralement du système hormonal et ses multiples fonctions dans le maintien d’une homéostasie « globale ». Dès 1878, Claude Bernard montre que lorsque la stabilité du milieu intérieur est perturbée, il y a une vulnérabilité à la maladie. Claude Bernard se situe donc dans la vision hippocratique de la maladie, comme quoi le germe maladif n'est pas le seul facteur, mais qu'un dérangement de l'équilibre normal conduit à une fragilisation. C’est Walter Bradford Cannon (1871-1945), physiologiste américain, qui crée le nom d’homéostasie à partir du grec (stasis : état, position et homoios : égal, semblable à) et il y inclura en outre la notion de stress. À partir de l'observation sur des animaux des vagues de l'estomac et de l'intestin pendant la digestion et leurs modifications, voire disparition en cas de frayeur ou crainte, Cannon va s'intéresser aux réactions émotionnelles fortes et leurs relations au corps[réf. nécessaire]. En parallèle aux modifications de la digestion, Cannon observe d'autres dérèglements comme l'accélération du rythme cardiaque, l'augmentation de la sécrétion gastrique.
Dès 1915, dans Bodily Changes in Pain, Hunger, Fear and Rage, Cannon énonce sa théorie de l'homéostasie sans s’écarter pour autant du concept expliqué par Claude Bernard : les êtres vivants supérieurs constituent un système ouvert présentant de nombreuses relations avec l’environnement. Les modifications de l’environnement déclenchent des réactions dans le système ou l’affectent directement, aboutissant à des perturbations internes du système. De telles perturbations sont normalement maintenues dans des limites étroites parce que des ajustements automatiques, à l’intérieur du système, entrent en action et que de cette façon sont évitées des oscillations amples, les conditions internes étant maintenues à peu près constantes […]. Les réactions physiologiques coordonnées qui maintiennent la plupart des équilibres dynamiques du corps sont si complexes et si particulières aux organismes vivants qu’il a été suggéré qu’une désignation particulière soit employée pour ces réactions : celle d’homéostasie.
Cannon va chercher la cause de cette homéostasie et il prouve par une série d’expériences sur l’animal que lorsque l'organisme est soumis à une violente émotion comme la peur ou la fureur, la production d’adrénaline augmente (The Wisdom of the Body). Enfin, dans Stresses and Strain of Homeostasis, article publié en 1935, Cannon décrit comment la médullosurrénale, productrice de l’adrénaline, permet de faire face aux changements de température, aux besoins énergétiques ou encore aux variations de pression partielle de l’oxygène dans l’air. Cannon associe les processus homéostatiques de maintien de la vie au phénomène du stress, ceci sur leur base d'une production d'adrénaline par la médullosurrénale. Il convient alors de se demander, dans l'optique de ce travail, la raison du stress selon Cannon. Pour ce dernier, l'homéostasie est mise en danger si les substances essentielles manquent ou sont en excès (origines endogènes) ou encore si un facteur externe est délétère (facteurs exogènes) pour l'organisme. Cannon conçoit donc l'homéostasie comme ayant certaines limites dont la transgression provoque un stress, défini par Cannon comme un stimulus endogène ou exogène provenant du déséquilibre trop important de l'homéostasie. Chez Cannon, le stress se situe donc d'une certaine manière dans le pathogène car il est la conséquence de processus homéostatiques sollicités jusqu'aux limites de leurs marges d'adaptation fonctionnelle. Ainsi, à long terme, l'organisme est fragilisé, vulnérabilisé (position de Bernard et Hippocrate), et ne pourra reprendre sa capacité homéostatique d'origine. Pour prouver ce fait, Cannon citera les maladies carentielles qui une fois commencées rendent l'organisme plus faible à long terme, ceci même après une guérison.
Au niveau adaptatif à court terme cependant, le stress va conduire aux réactions de fuite ou de lutte qui sont la conséquence d'un hyperfonctionnement sympathique. Le stress a donc un rôle adaptatif essentiel à jouer car, « tout comme un matériau ne peut résister qu'à des contraintes modérées, l'homéostasie ne peut être maintenue que si les écarts à la normale restent relativement faibles. Au-delà, des processus correctifs permettant de faire face sont nécessaires : c'est le stress ». (Dantzer, 2002). Le stress pour Cannon est donc le complément à l'homéostasie qui permet de minimiser les dégâts déjà engendrés à l'organisme. C'est une réaction d'urgence à court terme qui favorise la fuite ou la lutte, c'est-à-dire l'évitement de la situation pathogène. Et en ce sens, le stress est fondamental à l'adaptation d'un organisme.

### Syndrome Général d'Adaptation

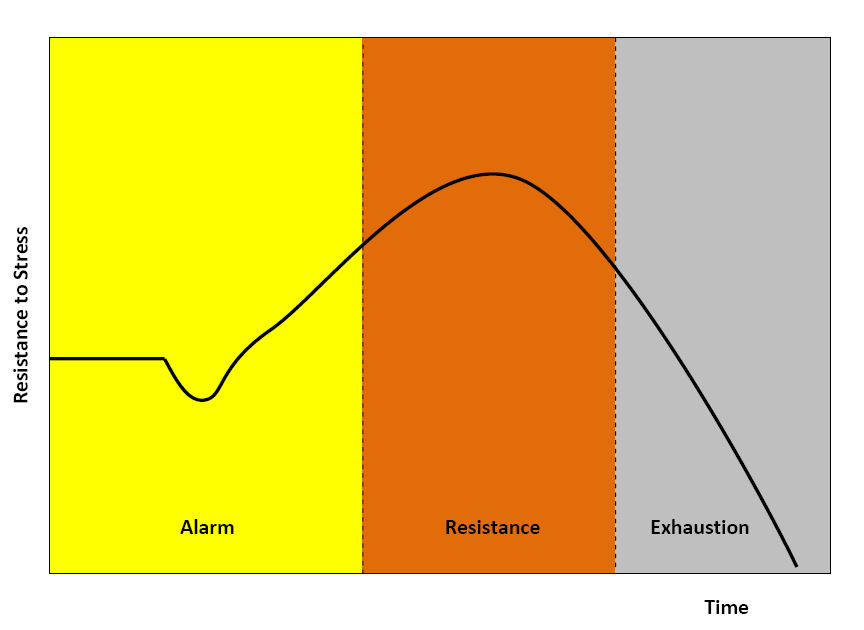
Syndrome Général d'Adaptation.

Selon Albert Eric (1994) ou encore Henri Laborit, les réponses comportementales innées préservant l’intégrité de l’organisme face à la menace sont la fuite, l’attaque et le camouflage. Ce sont trois moyens d’éviter la situation menaçante. Dans cette optique, la réaction physiologique de stress est totalement adaptée à la favorisation de telles réponses. En effet, les réponses physiologiques de stress préparent l’organisme à la fuite, à l’attaque ou encore à l’endurance de la situation menaçante. Hans Selye est le chercheur qui a rendu populaire la notion de stress physiologique. Il a pu montrer que lorsque l’équilibre homéostatique est perturbé par une demande environnementale, l’organisme réagit toujours par une double réponse. La première est spécifique et correspond à une réponse propre aux demandes environnementales, tandis que la deuxième est non spécifique car elle est identique en toutes situations. Cette dernière est une réponse innée et stéréotypée qui se déclenche d’elle-même dès que l’homéostasie est perturbée. Ainsi peu importe que l’agent stressant soit d’origine physique ou psychique, interne ou externe, objectif ou subjectif, plaisant ou déplaisant, la réponse non spécifique, physiologique, humorale et endocrinienne, sera toujours la même : le fait que l’agent (ou situation) que nous rencontrons soit plaisant ou désagréable n’est d’aucune importance ; la seule chose qui compte c’est l’intensité de la demande de réajustement ou d’adaptation.
Cette réponse non spécifique, Selye a pu l’observer au cours de ses études médicales dans les années 1920 (raconté dans Le stress de la vie, 1975). En effet, Selye avait été frappé du fait que les diverses formes de réaction de choc observées en clinique — le choc des brûlés, le choc septique, le choc hémorragique, etc. — étaient toutes associées à des manifestations cliniques identiques, à savoir :
- une réduction de la taille du thymus, de la rate et des ganglions lymphatiques ;
- des ulcérations gastro-intestinales ;
- une augmentation de taille du cortex surrénalien ;
- une diminution du nombre des lymphocytes dans le sang, ainsi que la disparition totale des éosinophiles.

En 1936, Selye retrouva ces mêmes symptômes chez des rats à qui il avait injecté des extraits placentaires et ovariens de vaches. À cette époque, il conclut que ces extraits doivent contenir une substance nocive dérangeant le receveur. Il va cependant s’apercevoir que la réponse organique sera toujours la même quelle que soit l’injection. Selye va donc en conclure qu’il existe une réaction non spécifique, toujours la même, de l’organisme pour répondre à l’agression environnementale. Selye va consacrer sa vie à l’étude de cette réaction non spécifique de l’organisme à toute demande qui lui est faite. Dès 1950, il l’appellera le « Syndrome Général d’Adaptation » (SGA) ou encore « stress ». Le SGA représente pour son auteur l’ensemble des réactions de défense de l’organisme étant constant pour chaque individu. Ainsi, chaque personne posséderait un SGA plus ou moins fort et ainsi aurait une capacité d’adaptation différente. Trois grandes phases sont présentes dans le SGA : il y a tout d’abord la phase d’alarme avec son choc et contre-choc, la phase de résistance et pour finir la phase d’épuisement. Notez que les explications qui suivent sont pondérées de recherches plus actuelles qui agrémentent le discours de Selye.

### Réaction d’alarme
Cette première phase est aussi appelée « phase de choc ». En effet, lorsque nous recevons le « stimulus stressant » (ce qui nous stresse, l'événement) notre corps est confronté à un choc. Notre organisme va tout faire pour s'adapter à cette situation : cette phase correspond à la réaction par des phénomènes généraux non spécifiques face à la présence d’une demande environnementale d’adaptation à laquelle l’organisme n’est pas encore adapté. La réaction d’alarme commence tout d’abord par un choc, un état de surprise dû à l’agression, et qui altère l’équilibre fonctionnel. C’est un état généralisé et intense de souffrance, qui rend l’organisme encore plus vulnérable à la demande d’adaptation qui lui a été faite. Cette phase peut durer de quelques minutes à 24 heures. Si le choc ne conduit pas à la mort, l’organisme peut se ressaisir et met en jeu des moyens de défenses actives. C'est une réaction d'urgence à court terme qui favorise l'évitement de la situation pathogène. La réponse endocrinienne et neurovégétative de cette phase, appelée « réponse sympathique ou hypothalamo-sympathico-adrénergique », peut être expliquée assez brièvement comme nous allons essayer de le faire.
Tout commence à l’hypothalamus. Par le biais du système nerveux sympathique, ce dernier stimule la médullosurrénale qui est la partie centrale des glandes surrénales (sur les reins). Cette dernière déclenche alors la sécrétion d’adrénaline et de noradrénaline. Pour plus de précision, la médullosurrénale peut aussi être activée par le système nerveux à différents niveaux, autres que l’hypothalamus (région du cerveau située en dessous du thalamus, qui est le centre nerveux qui commande les fonctions vitales). En effet, le bulbe, la moelle, la voie réflexe (zone sino-carotidienne, peau) ou encore le mécanisme humoral homéostatique (par la surveillance du taux d’adrénaline circulant dans le sang), sont aussi capables de stimuler la médullosurrénale (Jean Rivollier, sous la direction de Le Scanff et Bertsch, 1995). Il est à noter en outre que l’hypothalamus est, entre autres, en lien avec le cortex (analyse cognitive et perceptive), le système limbique (intégration de l’expérience et des réactions affectives), etc. Il y aurait donc un lien entre la cognition, l’émotion, bref la perception d’une situation et la réaction de stress. Cependant, Selye n’a pas été aussi loin dans son développement en refusant l’importance de la perception de l’individu dans la réaction de stress.
Comme dit précédemment, après activation, la médullosurrénale se met en marche et produit l’adrénaline et la noradrénaline. Ces hormones augmentent la pression artérielle, accélèrent le rythme cardiaque et la respiration puis augmentent le taux de sucre dans le sang. À ce moment-là, les pupilles se dilatent et on voit mieux. La mémoire et la réflexion s’améliorent. La digestion est ralentie. Ces dernières visent tout d’abord la mobilisation des stocks d’énergie par les procédés de lipolyse (destruction des graisses) et glycogénolyse (mise en circulation du glycogène de réserve, par hydrolyse) dans le but de fournir une énergie suffisante aux muscles. En outre, en ce qui concerne les muscles squelettiques, les catécholamines favorisent la dégradation du glycogène et la production de lactate. En ce qui concerne le cœur, les catécholamines augmentent le débit cardiaque, la pression artérielle, le volume systolique, etc. En ce qui concerne la circulation sanguine (circulatoire), les catécholamines favorisent l’apport en oxygène des muscles au détriment des organes digestifs. Pour finir, les catécholamines stimulent la libération d’hormones au niveau de l’hypothalamus pour favoriser une reconstruction de l’énergie épuisée. Il est bien clair que la production de catécholamines a encore beaucoup plus d’effets que ceux mentionnés. Nous avons dû cependant ne mentionner que les plus importants. En conclusion, on peut dire que la production des catécholamines par la médullosurrénale vise la mobilisation puis la dépense de l’énergie dans une réaction d'urgence à court terme (réaction ne dépassant pas quelques minutes) qui favorise la fuite ou la lutte en permettant aux organes liés au mouvement d’accroître leur fonctionnement. Cette augmentation aiguë des catécholamines peut cependant avoir des effets néfastes chez certaines personnes : palpitations jusqu'à l'arrêt cardiaque par fibrillation ventriculaire, de l'angine de poitrine jusqu'à l'infarctus du myocarde. Un stress intense, même court, peut provoquer une dysfonction transitoire, d'installation très rapide et importante du muscle cardiaque, régressive en quelques jours ou semaine, appelé syndrome de tako-tsubo.

### Phase de résistance
Cette deuxième phase constitue l’ensemble des réactions non spécifiques provoquées par un agent stressant qui persiste et auquel l’organisme s’est adapté au cours de la phase de contre-choc. Si le « stimulus stressant » persiste, l’organisme entame une phase de résistance. Il va essayer de rassembler des ressources pour trouver un nouvel équilibre. À ce stade, le stress est considéré comme bénéfique pour l'organisme. Par exemple, si un enfant doit réciter un poème devant la classe, il aura une poussée d’adrénaline[réf. nécessaire]. Ceci va améliorer sa mémoire, stimuler sa pensée, et il pourrait donc en tirer bénéfice[réf. nécessaire]. Par contre, s’il accorde trop d’importance à ces conséquences, il va devenir plus nerveux, il aura plus de tension, etc. Ce ne sera pas favorable pour lui[réf. nécessaire]. La phase d’alarme est très coûteuse pour l’organisme et ce dernier se doit de compenser les pertes d’énergie. Lors de la phase de résistance, la résistance vis-à-vis de l’agent stressant est accentuée. Au niveau endocrinien et neurovégétatif, cette phase de résistance peut s’expliquer par l’activité de l’axe hypothalamo-hypophyso-surrénal, mis en place dès la phase d’alarme : la sécrétion de corticolibérine (aussi appelée Corticotropin Releasing Hormone, CRH ; ou plus anciennement Corticotropin Releasing Factor, CRF) par les noyaux antérieurs et latéraux de l’hypothalamus induisent une production de corticotropine (ACTH) par le lobe antérieur de l’hypophyse (adénohypophyse).
La présence de plus ou moins d’ACTH dans le sang, va moduler quant à elle la sécrétion de la corticosurrénale (couche périphérique de la glande surrénale) consistant entre autres : d’hormones métaboliques faites de glucocorticoïdes (cortisol, cortisone) destinées à mobiliser les réserves d’énergie sous forme d’hydrate de carbone. Par l’activation d’enzymes, la glycémie va être augmentée. À forte dose, les glucocorticoïdes sont anti-allergiques, anti-inflammatoire en inhibant le système immunitaire pour diminuer les réactions du corps face à l’endommagement des tissus ; et de minéralocorticoïdes (aldostérone et corticostérone) qui interviennent dans l’homéostasie ionique en favorisant par exemple la conservation du sodium dans le sang et les inflammations.
Par cette explication tributaire de la simplification, on voit donc bien que le corps recherche une nouvelle énergie, combat les inflammations possibles et cherche à renforcer ses manques notamment au niveau ionique. Il vise donc une résistance optimisée face à la situation aversive. Les conséquences médicales peuvent être notables : après le décès d'un membre d'un couple, la mortalité du survivant est très nettement augmentée dans les quelques mois qui suivent. De même, le taux de troubles du rythme ventriculaire graves s'est fortement majoré dans le mois suivant l'effondrement des tours jumelles aux États-Unis.

### Phase d’épuisement, maladies de l’adaptation
En revanche, si le stress continue trop longtemps, l'organisme se fatigue. La colère ou la dépression peuvent aussi apparaître. Le stress va non seulement avoir des effets physiologiques, mais aussi psychologiques. Lorsque l'individu fait face à une situation stressante, son comportement ainsi que sa perception de l’environnement sont modifiés. Cependant, chaque individu réagit de façon différente face à une situation semblable. Ce qui peut être véritablement stressant pour un individu, peut être simplement gênant pour un autre. C’est la façon de voir de l'individu, de ressentir un évènement qui le rend plus ou moins stressant. Il y a des incidents, des situations qui sont considérées comme étant stressantes en général par la plupart des individus. Donc, si la demande adaptative persiste, il arrive un moment où l’organisme ne peut plus fournir l'effort qui lui est demandé ; il est incapable de compenser les dépenses d’énergie et les défenses immunitaires faiblissent rendant plus sensibles aux agressions externes. L’épuisement va se caractériser par un retour à la phase initiale de choc, mais cette fois les phénomènes d’épuisement l’emportent sur la défense active et peuvent conduire jusqu’à la maladie ou la mort. L’épuisement provient du fait que l’organisme a dû fonctionner en surrégime et que par décompensation il fonctionne mal. Le cœur, les artères, l’estomac, les intestins, la peau ou les défenses immunitaires sont atteints de maladies telles que les ulcères, l’hypertension voire l’infarctus, l’asthme, l’eczéma, le cancer, etc. Pour autant, les causes ne sont pas claires : même si le stress en lui-même peut induire des changements comportementaux délétères (prise de toxiques, hyper alimentation), il semble qu'il puisse générer directement des anomalies et il s'agit, en particulier, d'un facteur de risque reconnu de maladies cardiovasculaires.
Le SGA a donc ses limites, des limites physiologiques qui font que l’organisme ne peut pas aller au-delà de ses forces. Cette affirmation évidente est reprise par Holmes et Rahe (1963) qui montrent que la quantité d’unité de changement a une influence sur la santé de l’individu. Ainsi, pour 10 personnes comptant plus de 300 unités de changement en une année, 8 souffraient de problèmes de santé, comparativement à 3,3 pour des individus ne dépassant pas le seuil des 150 unités de changement. On conçoit donc bien avec les observations de Holmes et Rahe que le capital d’adaptabilité n’est pas infini il peut être pensé et que chaque cause provoquant une réaction de stress entame ce capital. Deux exemples prégnants apparaissent pour illustrer cette idée ; tout d’abord l’affaiblissement du système immunitaire par le SGA et puis l’effet du stress sur le cerveau. Le système immunitaire est grandement affecté lors du déclenchement du syndrome général d’adaptation. De nombreuses expériences sur l’animal et sur l'homme l'ont montré, et selon Baer et al., le cortisol en serait la cause. Il y aurait donc une fragilisation de la réponse immunitaire et donc de la défense de l’organisme face à des corps étrangers à l’organisme.
Selon Baer et al., le cortisol serait aussi la cause de modifications dans le cerveau. En effet, le cortisol, produit par la corticosurrénale, agirait sur le cytoplasme de nombreux neurones. Steve Kerr et al., (IN : Baer) ont pu montrer qu’un des effets du cortisol, à l’intérieur des neurones, était qu’il permettait l’entrée d’un plus grand nombre de ions calcium (CA+). De cette manière le cortisol pourrait permettre au cerveau de mieux réagir au stress. Cependant, un stress chronique (dû à n’importe quelle demande) serait aussi à la base d’atteintes contre le cerveau, car une surcharge de calcium à l’intérieur de la cellule conduit à l’excitotoxicité, c’est-à-dire à la mort du neurone par un processus combiné et sans fin de rentrée de calcium à l’intérieur de la cellule, ce qui crée la libération de glutamate, ce dernier favorisant la rentrée de calcium en dépolarisant le neurone[réf. nécessaire].

## Approche cognitive
Lazarus et Folkman (1984) proposent que le stress ne peut être envisagé par un simple lien de cause à effet du type « stresseur ⇒ stress » mais qu’il y a un phénomène perceptif dynamique et individuel qui est plus important que l’agent provoquant le stress lui-même.
Lazarus et Folkman (1984) distinguent deux sortes d’évaluation. Il y a d’abord l’évaluation de la situation même. Cette première évaluation (primary appraisal) se fait à partir de caractéristiques personnelles appelées ressources ainsi qu’à partir de la perception de certains facteurs environnementaux. Cette évaluation est une première ébauche de la situation telle qu’elle est perçue par l’individu. En second lieu, une seconde évaluation (secondary appraisal) est faite par l’individu, elle consiste en l’estimation de ses propres capacités à faire face à la demande. Cette estimation se fait sur la base de différentes simulations internes pour « faire face » (coping) au mieux à la demande. Après le choix d’une stratégie, l’individu peut réévaluer la situation une nouvelle fois. 
Le mot coping vient du verbe anglais to cope with dont il faut retenir la signification de « faire face à ». Selon Lazarus et Folkman (1984), les capacités à « faire face » ou « coping » correspondent à l’ensemble des pensées et des actes développés par le sujet pour résoudre les problèmes auxquels il est confronté et ainsi de réduire le stress qu’ils engendrent, le coping vise donc la minimisation du lien stress-détresse. Le coping est toujours présent lorsque l’individu a perçu une demande d’adaptation et comprend beaucoup de processus autant conscients qu’inconscients.  

### Ressources personnelles
- Si vous ne connaissez pas le sujet, laissez ce bandeau (vous pouvez alors contacter les auteurs).
- Si vous supprimez le contenu mis en cause (vous pouvez préalablement contacter les auteurs),

argumentez précisément cette suppression dans la page de discussion
(un manque de référence n'est pas un argument ; une recherche réelle de référence doit avoir été effectuée, être formellement documentée).
Les ressources personnelles contribuent à faire en sorte que chaque individu réagisse différemment au stress. En s’appuyant sur Dorhenwend et Dorhenwend (1974. In Paulhan et Bourgeois, 1991, p. 34), on peut dire que les ressources personnelles pour faire face à une situation de crise, sont multiples :
- les types de personnalité notamment entrevus dans les observations de Matthews et al. (1982. In Spencer, 2000) ainsi que Holmes et Will (1985. In Spencer, 2000). Ces auteurs montrent qu’il existe plusieurs types de comportement ayant des buts d’existence fondamentalement différents. Ainsi, un comportement de type A serait caractérisé par un sentiment d’urgence, de compétitivité et d’hostilité, alors qu’un comportement de type B serait plutôt la recherche du temps libre, du plaisir, de la réalisation de soi, etc. Ces types de comportement seraient responsables d’une évaluation différente de la situation et de ses capacités individuelles. Le taux de stress serait alors changé. D’autres pans de personnalité auraient en outre aussi une influence sur la réaction de stress, comme c’est le cas avec l’extraversion ou l’introversion (Dennebaker et Susman, 1986. Dennebaker et O’Heron, 1984. In Spencer, 2000)), où les personnes ne pouvant parler de leurs problèmes sont plus victimes de maladies ; l'impact du stress sur la tension artérielle pourrait ainsi varier selon le statut socioprofessionnel (d'après une étude ayant porté sur 123 000 personnes[26] ;
- les croyances, dont des croyances irrationnelles (Albert Ellis, 1977, 1985, 1987. In Spencer. 2000) qui sont des « ouvertures à la détresse », parce que créant un stress supplémentaire. Ces croyances sont du type : « tout le monde devrait m’aimer », ou encore « je devrais être le meilleur au moins dans un domaine », etc. D’autres formes de croyance peuvent aussi moduler notre stress, comme le fait de croire en Dieu, en la Science, en l’Amour, etc. Ces croyances nous aident à supporter les aléas de l’existence, ils fixent une base solide sur laquelle reposer dans un environnement en perpétuel mouvement ;
- le lieu de contrôle ou « locus of control ».

### Habituation
L’habituation, modérateur du stress, est un « terme désignant la diminution progressive et la disparition d’une réponse normalement provoquée par un stimulus lorsque ce dernier est répété. […] Le terme d’habituation s’emploie pour une réponse inconditionnelle non apprise, telle que la réaction d’orientation observée lorsqu’un stimulus nouveau apparaît dans le champ perceptif » (Richard, 2002).

### Le stress comme facteur de motivation
- Si vous ne connaissez pas le sujet, laissez ce bandeau (vous pouvez alors contacter les auteurs).
- Si vous supprimez le contenu mis en cause (vous pouvez préalablement contacter les auteurs),

argumentez précisément cette suppression dans la page de discussion
(un manque de référence n'est pas un argument ; une recherche réelle de référence doit avoir été effectuée, être formellement documentée).
Découlant principalement d’auteurs tels que Dewey, Toynbee, Cohen (1980. In Daillard, 2002) ou encore Low et McGrath (1971. In Daillard 2002), cette théorie stipule que la perception d’une situation stressante est un puissant stimulant et conduit toujours à une motivation supplémentaire. Par là même, la performance est améliorée. Ici, le stress est vécu comme un défi que l’individu se fait un honneur de surmonter. Au contraire, un manque de stress conduirait à une motivation diminuée. 

### Théorie de l’interférence
- Si vous ne connaissez pas le sujet, laissez ce bandeau (vous pouvez alors contacter les auteurs).
- Si vous supprimez le contenu mis en cause (vous pouvez préalablement contacter les auteurs),

argumentez précisément cette suppression dans la page de discussion
(un manque de référence n'est pas un argument ; une recherche réelle de référence doit avoir été effectuée, être formellement documentée).
Cette pensée stipule que le stress est contre-performant par le fait qu’il demande du temps et de l’énergie pour lutter contre le stress par le biais des stratégies de coping. De cette manière, cette même énergie et temps ne sont pas utilisés pour résoudre la demande perçue par l’organisme (Daillard, 2002). 

### Théorie de la combinaison
- Si vous ne connaissez pas le sujet, laissez ce bandeau (vous pouvez alors contacter les auteurs).
- Si vous supprimez le contenu mis en cause (vous pouvez préalablement contacter les auteurs),

argumentez précisément cette suppression dans la page de discussion
(un manque de référence n'est pas un argument ; une recherche réelle de référence doit avoir été effectuée, être formellement documentée).
La brique centrale de cette théorie est constituée de la loi de Yerkes et Dodson (1908). Ces deux chercheurs ont été les premiers à décrire la relation quadratique entre le niveau d’activation et la performance dans une tâche d’apprentissage. L’étude de Yerkes et Dodson portait sur des souris soumises à des chocs électriques d’intensité variable sur chaque erreur discriminative visuelle. Les résultats montrèrent une moins bonne performance de rétention pour des chocs électriques de faible ou forte intensité, les meilleures performances des souris étant obtenues par des chocs d’intensité moyenne.
Cette relation dite en « U inversé » qui prédit que la performance la meilleure sera atteinte par un niveau d’activation moyen, a été plus ou moins bien commentée par maintes recherches qui tentaient d’expliquer ce phénomène contre-intuitif. Ainsi, certains chercheurs ont expliqué la relation en U inversé par un changement de stratégies cognitives (Tyler et Tucker, 1982 In Jean Rivollier. Sous la direction de Le Scanff et Bertsch, 1995) par le rétrécissement du champ attentionnel (Easterbrook, 1959. In Jean Rivollier. Sous la direction de Le Scanff et Bertsch, 1995), etc. Une des meilleures explications fournies pour expliquer la loi de Yerkes et Dodson a été donnée avec la théorie de l’éveil de Scott (1966. In Daillard 2002). Cette théorie pense que le niveau d’éveil du cerveau détermine le degré d’attention face à un stimulus. Ainsi, l’éveil jouerait un rôle très important dans le traitement de l’information et par là même dans la performance. De la même manière que la loi de Yerkes et Dodson qui évolue de manière quadratique, la théorie de l’éveil pense que seul un éveil moyen permet une performance accrue. En revanche, un éveil faible ou fort conduirait à une performance amoindrie.

### Modèle énergético-cognitif
- Si vous ne connaissez pas le sujet, laissez ce bandeau (vous pouvez alors contacter les auteurs).
- Si vous supprimez le contenu mis en cause (vous pouvez préalablement contacter les auteurs),

argumentez précisément cette suppression dans la page de discussion
(un manque de référence n'est pas un argument ; une recherche réelle de référence doit avoir été effectuée, être formellement documentée).
Le modèle énergético-cognitif du stress et de la performance de Sanders (1983. In Davranche. 2003) présente les étapes et les mécanismes du traitement de l’information. Il a également l'avantage de prendre en compte l’effet de l’effort (dû à la motivation, cf. la théorie de la motivation) et de l’éveil (cf. Wilkinson). Le concept d’énergie (cf. la théorie de l’interférence) y est repris. Le modèle de Sanders (1983) est le résultat d’un conglomérat de deux approches du traitement de l’information. La première est l’approche computationnelle qui pense que la performance dépend de la qualité du traitement de l’information, traitement effectué par une succession de stades opérants des transformations de représentation (Sternberg, 1969. In Davranche). Dans cette optique, Sanders crée le « modèle sériel discret » (1980), modèle qui sera à la base de celui de 1983.
Le modèle sériel discret pense que le traitement de l’information est constitué de 4 étapes :
1. À partir d’un stimulus de départ, le cerveau effectue un pré-traitement de l’information. À ce stade, c’est l’intensité du stimulus perçu qui est dégagée ;
2. La deuxième phase du traitement de l’information correspond à l’extraction des caractéristiques (qualités) du signal ;
3. Une troisième phase qui va consister dans le choix de la réponse en fonction du stimulus ;
4. La dernière phase est un ajustement moteur face à une incertitude temporelle.

La deuxième approche adoptée par le modèle de Sanders (1983) est l’approche énergétique qui pense que la performance doit être expliquée en termes de quantité de ressources allouées à une tâche.
Sanders reprend les trois mécanismes énergétiques de Mcguiness et Pribram (1980. In Davranche, 2003) :
- a) l’éveil (mécanisme de base sous-tendu par le système noradrénergique (Locus cœruleus) et sérotoninergique (noyaux du raphé)) est le mécanisme énergétique permettant d’extraire les caractéristiques du stimulus (qualité). L’éveil est plus ou moins activé selon l’intensité du stimulus extrait à partir du pré-traitement de l’information. Ce pré-traitement est activé par le stimulus. La fonction de l’éveil sur l’extraction des caractéristiques peut être utile lorsque le stimulus perçu est dégradé ou enfouit dans un amas sensoriel. En effet, selon la pensée énergétique, il augmente les capacités de l’extraction.
- b) L’activation (mécanisme de base sous-tendu par les systèmes dopaminergiques (Locus Niger pars compacta) et cholinergiques (Noyau de Meynert)) procure l’énergie nécessaire à l’exécution de la réponse (par les biais des muscles) et de sa préparation. De ce fait, on peut dire que l’activation détermine directement la performance.
- c) L’effort (mécanisme supérieur sous-tendu par le système peptidergique (ACTH, opioïdes)) qui coordonne l’éveil et l’activation afin que la qualité de la réponse corresponde à l’intention initiale voulue. Il peut également aider au choix d’une réponse, si ce choix se fait à partir de plusieurs alternatives. Comme on l’a déjà vu, l’effort est soutenu par la motivation de l’individu.

## Au travail
Le stress est très souvent présent dans le cadre de la vie professionnelle. Parfois, les entreprises exigent beaucoup de leurs agents. Ceci va provoquer une situation de stress, de pression. Beaucoup de gens se plaignent d’être stressés au travail. Il y a un grand nombre de raisons pour stresser au travail : une charge de travail trop importante, des clients difficiles, un patron trop exigeant, des collègues affreux, des commérages au bureau, des délais trop courts, etc.
Il y a des personnes qui aiment la poussée d’adrénaline au travail. Cela les stimule, leur redonne de l’énergie d’être confrontées au stress ; elles se sentent revitalisées. Néanmoins, ce n’est pas le cas de tout le monde. Certains se sentent plutôt abattus et ceci est peut-être dû au stress dans le cadre du travail. Voilà quelques signes qui exposent la situation de ces derniers :
- irritabilité, fatigue, difficulté à se concentrer, perte du sens de l’humour ;
- ils tombent malades plus souvent, accordent moins d’importance à leur travail ;
- ils sont impliqués dans plus de disputes que d’habitude ;
- ils arrivent à faire moins de choses, éprouvent peu d’intérêt pour leur vie en dehors du travail ;
- ils ont du mal à se lever tôt les jours de semaine.

Le stress au travail est considéré sur le plan international, européen et national comme une préoccupation à la fois des employeurs et des travailleurs. Ayant identifié la nécessité d'une action commune spécifique sur cette question et anticipant une consultation sur le stress par la Commission, les partenaires sociaux européens ont signé, le 8 octobre 2004, un accord sur le stress au travail dans le cadre de l'article 138 du Traité CE[Quoi ?].
Le modèle de Karasek est un questionnaire de mesure du stress au travail. Il a été conçu par le sociologue et psychologue américain Robert Karasek en 1979. Il évalue l'intensité de la demande psychologique à laquelle est soumis un salarié, la latitude décisionnelle qui lui est accordée et le soutien social qu'il reçoit.

## Stress et longévité
Le stress semble avoir un effet sur la longévité. Les personnes soumises au stress chronique ont en moyenne des télomères plus courts,. Des télomères plus courts sont liés, statistiquement, à une espérance de vie plus faible, d'après des études chez les oiseaux,. 
Les personnes qui accompagnent des malades touchés par Alzheimer ont une espérance de vie diminuée de 4 années.
La pratique d'une activité sportive, qui permet de diminuer le stress, augmente l'espérance de vie. Dans une vaste étude, on a fait le lien entre la détresse psychologique et une faible espérance de vie.

## Statistiques
(avril 2017).
Voici quelques statistiques tirées du livre « gérer son stress » pour les nuls, de Allen Enking[réf. incomplète]. Il existe, aux États-Unis, un institut et des métiers de sécurité et de la santé, le NIOSH (National Institute for Occupational Safety and Health). Celui-ci a réalisé le classement ci-dessous[réf. souhaitée]. Il a classifié qui (appartenant à des professions précises) avait le plus de symptômes liés au stress.
La liste gouvernementale des 10 emplois qui sont apparemment les plus stressants :
1. Ouvriers
2. Secrétaires
3. Inspecteurs
4. Managers
5. Opérateur de machines
6. Techniciens de laboratoire cliniques
7. Chefs de bureau
8. Contremaîtres
9. Serveurs/euses
10. Propriétaires fermiers

La liste suivante a été élaborée d’après des informations remises par deux organismes américains, le National Institute on Workers Compensation et l’American Institute of Stress. La liste des 10 emplois les plus stressants des instituts :
1. Instituteur/trice des écoles urbaines
2. Officier de police
3. Mineurs
4. Contrôleurs de trafic aérien
5. Interne des hôpitaux
6. Courtier en valeurs mobilières
7. Journaliste
8. Personnel des services clients/réclamation
9. Serveuses
10. Secrétaires

Un chercheur californien[Qui ?] a fait des recherches sur le stress professionnel. Il a découvert deux facteurs importants dans le travail :
- La latitude de décision : le contrôle qu’un travailleur a la sensation d’avoir sur ce qu’il fait.
- Les exigences psychologiques : les exigences et pressions du travail.

« Un emploi à « haute tension » est un poste où les exigences du travail sont fortes, mais où le contrôle du travailleur est faible. »
La liste scientifique des emplois les plus stressants :
1. Serveurs/euses
2. Ouvriers sur chaîne de montage
3. Assistants soignants
4. Ouvriers de l’industrie du vêtement
5. Perforatrices
6. Opérateurs de téléphone
7. Caissiers
8. Typographes

Quand on parle d'emploi stressant on pense le plus souvent à des professions plus excitantes : officier de police, pompier, ambulancier, personnes qui travaillant dans la bourse, etc. Le livre nous donne une explication possible toute simple : peut-être n’y avait-il pas beaucoup de policiers et de gens exerçant ces métiers dans cet hôpital. On peut toutefois remarquer que la plupart des emplois stressants sont ceux où les personnes sont constamment pressées, ou alors des métiers trop exigeants.
La liste des emplois qui sont apparemment les moins stressants :
1. Réparateurs
2. Chercheurs en sciences naturelles
3. Architectes
4. Programmeurs
5. Réparateurs de câbles électriques ou téléphoniques
6. Ingénieurs du génie civil
7. Bibliothécaires
8. Techniciens de la santé
9. Professeurs

Il n’existe pas de travail qui n’est pas stressant.[réf. souhaitée]
La première chose à faire pour mieux gérer ce stress, est de savoir d’où il vient. Noter les déclencheurs de notre stress peut être une bonne chose.
Quelques sources du stress au travail : 
- Surcharge ou manque de travail.
- Trop ou pas assez de responsabilités.
- Insatisfaction du rôle ou des tâches actuelles.
- Mauvais environnement de travail (bruit, isolation, danger, etc.).
- Longues heures de travail, insécurité de l’emploi, voyages excessifs, absence de pause.
- Espoir de promotion limité, salaire minable.
- Problèmes avec les clients, à cause du patron, avec les collègues ou le personnel dirigé par la personne.
- Discrimination à cause du sexe, de l'origine ou de la religion.
- Un trajet éprouvant, intrigues politiques.

En second lieu, il faut se demander de quelle façon on peut éliminer ces déclencheurs ou au moins les limiter. On ne peut pas toujours éliminer les causes de notre stress ; dans ce cas, il faut faire un travail sur nous-mêmes.